# Pavel Bittner
Pavel Bittner (* 29. Oktober 2002 in Olmütz) ist ein tschechischer Radrennfahrer.

## Sportlicher Werdegang
In seinem ersten Jahr als Junior machte Bittner im UCI Men Juniors Nations’ Cup durch zwei Etappenerfolge bei der Saarland Trofeo auf sich aufmerksam. Bei den nationalen Meisterschaften wurde er Meister im Straßenrennen und Vizemeister im Einzelzeitfahren der Junioren. In der Saison 2020 wiederholte er das Ergebnis. Zudem gewann er bei den UEC-Straßen-Europameisterschaften 2020 die Silbermedaille im Straßenrennen der Junioren, als er im Zielsprint den Sieg nur um wenige Millimeter verpasste.
Mit dem Wechsel in die U23 wurde Bittner zur Saison 2021 Mitglied im Development Team DSM. Im UCI Nations’ Cup U23 gewann er die erste Etappe des Course de la Paix Grand Prix Jeseníky 2021. Nachdem er zu Beginn der Saison 2022 bereits mehrere Einsätze für das Team DSM hatte, wurde er zum 1. August 2022 fest in das UCI WorldTeam übernommen.
Im August 2024 konnte er zuerst zwei Etappen sowie die Punktewertung der Vuelta a Burgos gewinnen und dann mit einem Sieg im Massensprint bei der 5. Etappe der Vuelta a España seinen ersten Erfolg bei einer Grand Tour feiern.

## Erfolge
2019
- Tschechischer Meister – Straßenrennen (Junioren)
- zwei Etappen Saarland Trofeo

2020
- Europameisterschaften – Straßenrennen (Junioren)
- Tschechischer Meister – Straßenrennen (Junioren)

2021
- eine Etappe Course de la Paix Grand Prix Jeseníky

2023
- Tschechischer Meister – Einzelzeitfahren (U23)

2024
- zwei Etappen und  Punktewertung Vuelta a Burgos
- eine Etappe Vuelta a España

## Grand Tour-Platzierungen
| Grand Tour            | 2024 | 2025 |
| --------------------- | ---- | ---- |
| Giro d’ItaliaGiro     | –    | –    |
| Tour de FranceTour    | –    | 133  |
| Vuelta a EspañaVuelta | 115  |      |